# Robert B. Laughlin
Robert Betts Laughlin (ur. 1 listopada 1950 w Visalia w Kalofirnii) – amerykański fizyk, noblista, profesor fizyki stosowanej na Uniwersytecie Stanforda.
Wraz z Horstem L. Störmerem i Danielem C. Tsui otrzymał w 1998 roku Nagrodę Nobla w dziedzinie fizyki za wyjaśnienie ułamkowego efektu kwantowego Halla.